# 白雪姫コンプレックス
白雪姫コンプレックス（）は、子どもの時に虐待された母親が、今度は自分の娘に対して虐待をしてしまう被虐待児症候群、およびそれに連なる一連の症候のことである。エリッサ・メラメドの著書のタイトルとして知られるようになった。
精神分析学者の佐藤紀子が命名した。母親の娘に対する憎悪を意味する概念でもあるが、混同しやすいために白雪姫の母コンプレックスと区別することもある。白雪姫コンプレックスは、1990年代に出現した用語であるが、白雪姫の母コンプレックスの方は、1980年代半ばでも使用が確認されている(佐藤紀子『新版 白雪姫コンプレックス - コロサレヤ・チャイルドの心の中は』金子書房、1995年)。

## 概論
白雪姫の物語は、継母が娘を殺そうとする物語として知られているが、実はグリム童話初版本では実母となっており、実際には実母ではまずいと言うことで、無理矢理に修正されたものであった。
白雪姫が7歳になったある日、王妃が魔法の鏡に「世界で一番美しい女性は?」と聞くと、白雪姫だという答えが返ってきた。王妃は怒りのあまり、猟師に白雪姫を森に連れて行くように命令する。白雪姫は家を追い出され遂には猟師に殺されかけ、肺と肝臓を母親に食べられそうになる。
その後、白雪姫は森の中で7人の小人たちと出会い、暮らすようになる。しかし、王妃が魔法の鏡に「世界で一番美しいのは?」と聞いたため、白雪姫がまだ生きていることが露見。王妃は物売りに化けて胸紐を白雪姫に売り、胸紐を締め上げ息を絶えさせる。
最終的に、母親の毒リンゴを食べ意識不明になっていたところを、通りかかった王子が引き取り鑑賞していたが、ある日家臣が背中を叩いたためリンゴが吐き出され白雪姫は起きる。王妃は、真っ赤に焼けた鉄の靴を履かされ、死ぬまで踊らされた。
この初版を基にして造られた用語が、白雪姫コンプレックスである。このコンプレックスは、実母や保護されずに育ったために復讐の意味合いをこめ、全く関係ない自分の子供に虐待を加えてしまう状況を作り出すとされる。また、このコンプレックスはその経緯のため、世代を越えて連鎖していくとされる。登場した1990年代半ばは、母親の容姿に関することが主題とされたが、近年は性的虐待に関する話も多くなっている。

## 非行臨床における実情
このコンプレックスは、母親との間で起こるものであり、この同性間の親との葛藤は「少女の非行」にも認められるとされる。一般的にエディプスコンプレックスの逆は「エレクトラコンプレックス」とされるが、実際には女性の同性の親との葛藤としては、こちらの方が的確であるとされる。なお、男子の非行においては、エディプスコンプレックスが認められるケースが多いとされる。